# Nanotrephes
Nanotrephes is een geslacht van wantsen uit de familie van de Helotrephidae. Het geslacht werd voor het eerst wetenschappelijk beschreven door Papáček & Zettel in 2001.

## Soorten
Het genus bevat de volgende soorten:

- Nanotrephes boukali (Papáček & Zettel, 2001)
- Nanotrephes duplicaturus (Papáček & Zettel, 2001)
- Nanotrephes idiomorphus (Papáček & Zettel, 2001)
- Nanotrephes minutissimus (Zettel, 1997)
- Nanotrephes tuberculatus (Papáček & Zettel, 2001)